# Forsvundet i New York
Forsvundet i New York er en amerikansk stumfilm fra 1923 af King Baggot.

## Medvirkende
- Baby Peggy som Santussa
- Sheldon Lewis som Giovanni
- Gladys Brockwell som Light Fingered Kitty
- Pat Hartigan som Mike
- Frank Currier som Van Dyne
- Frank Coghlan Jr.
- Dorothy Hagan som Mrs. Ross